# 段智祥
段 智祥（だん ちしょう）は、大理国の20代国王（後大理国としては第6代）。亨天帝の弟。
雲南の三十七部を征討して、領土は現在のミャンマー北部にまで広がった。
1237年、高隆を鄯闡王に封じ、高泰祥を相国とした。
賢者を登用して人材を育て、農作も豊年が続いて、大理国が比較的平穏に治まった時代とされる。
1238年、子の段祥興に譲位して出家した。 